# Kawenczyn Nowy (gromada)
Kawenczyn Nowy (od ok. początku lat 1970. Nowy Kawenczyn) – dawna gromada, czyli najmniejsza jednostka podziału terytorialnego Polskiej Rzeczypospolitej Ludowej w latach 1954–1972.
Gromady, z gromadzkimi radami narodowymi (GRN) jako organami władzy najniższego stopnia na wsi, funkcjonowały od reformy reorganizującej administrację wiejską przeprowadzonej jesienią 1954 do momentu ich zniesienia z dniem 1 stycznia 1973, tym samym wypierając organizację gminną w latach 1954–1972.
Gromadę Kawenczyn Nowy siedzibą GRN w Kawenczynie Nowym (w obecnym brzmieniu Nowy Kawęczyn) utworzono – jako jedną z 8759 gromad na obszarze Polski – w powiecie skierniewickim w woj. łódzkim, na mocy uchwały nr 39/54 WRN w Łodzi z dnia 4 października 1954. W skład jednostki weszły obszary dotychczasowych gromad Kawęczyn Nowy, Dukaczew, Kaczorów, Trzcianna Trzcianna Nowa, Stara Rawa, Stara Rawa kolonia, Kawęczyn, Helenków i Franciszkany oraz kolonia Marianka A z dotychczasowej gromady Marianka ze zniesionej gminy Kawenczyn Nowy a także obszar dotychczasowej gromady Marianów ze zniesionej gminy Dębowa Góra w tymże powiecie. Dla gromady ustalono 15 członków gromadzkiej rady narodowej.
14 listopada 1957 do gromady Kawenczyn Nowy przyłączono wieś Marianka IC z gromady Raducz w tymże powiecie.
1 stycznia 1959 do gromady Kawenczyn Nowy przyłączono wieś Raducz oraz wieś, parcelacja i PGR Nowy Dwór ze zniesionej gromady Raducz.
31 grudnia 1961 do gromady Kawenczyn Nowy przyłączono obszar zniesionej gromady Strzyboga.
31 grudnia 1962 z gromady Kawenczyn Nowy wyłączono wieś Rzędków Stary, włączając ją do gromady Żelazna w tymże powiecie.
Od około początku lat 70. jednostka pojawia się w spisach urzędowych pod nazwą gromada Nowy Kawenczyn.
Gromada przetrwała do końca 1972 roku, czyli do kolejnej reformy gminnej. 1 stycznia 1973 w powiecie skierniewickim reaktywowano gminę Nowy Kawęczyn (do 1954 w brzmieniu gmina Kawenczyn Nowy).